# Fiat 702
Der Fiat 702 war der erste von Fiat für landwirtschaftliche Zwecke gebaute Traktor.

## Geschichte

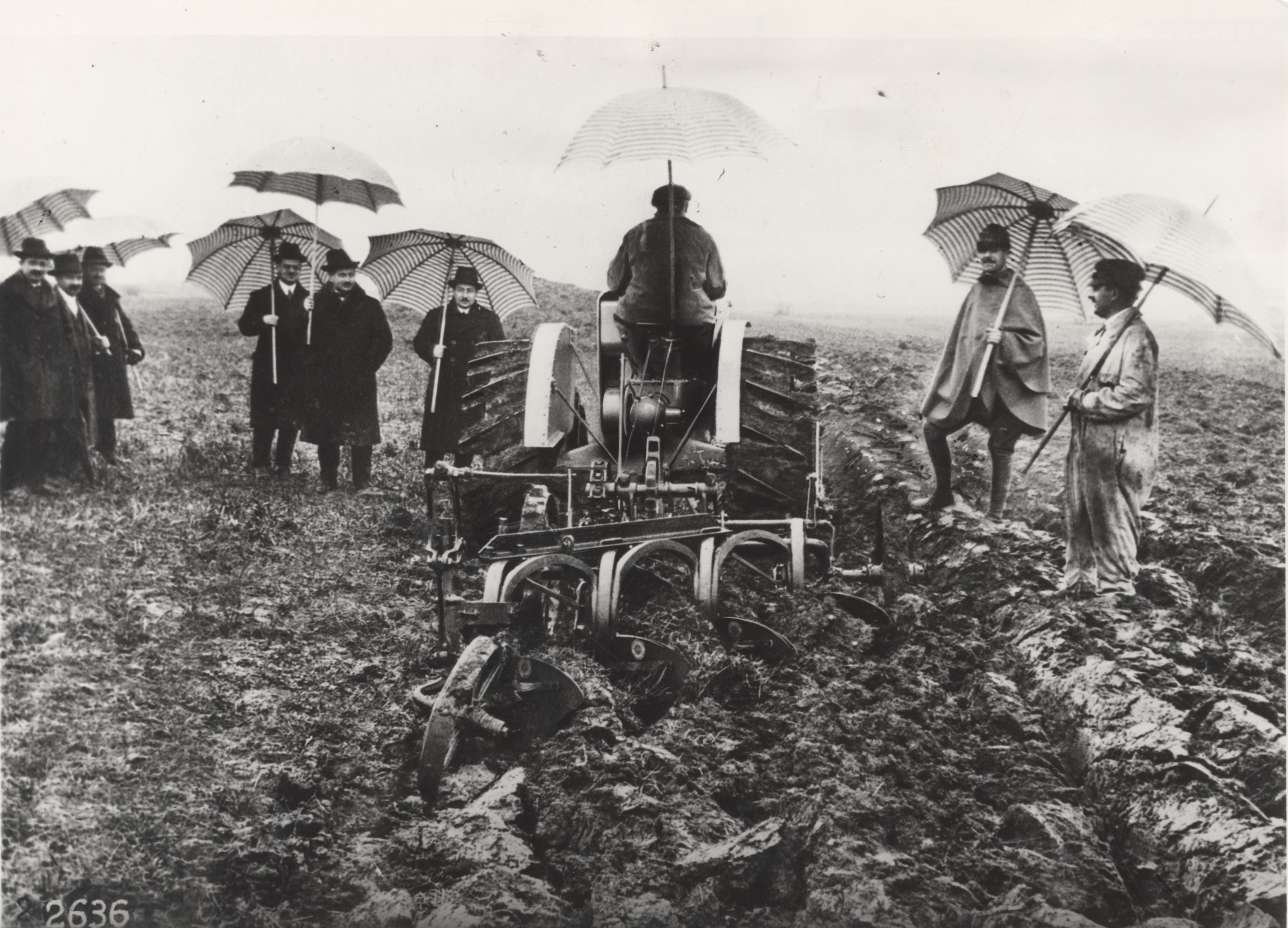
Fiat 702 im Jahr 1919

Der Prototyp lief ein erstes Mal im August 1918, als ein für die Entente-Mächte siegreiches Ende des Ersten Weltkrieges absehbar war. Während dieses Krieges hatten vor allem die USA Tausende von Traktoren an Italien geliefert, allein vom 1917 geschaffenen Fordson 5000 Stück in drei Monaten, aber auch von Herstellern wie Case, International Harvester und anderen. Dadurch sollte der Verlust an Pferden ausgeglichen werden, die die Bauern an die Armee hatten abliefern müssen, um dort Geschütze und sonstiges Gerät zu ziehen. Fiat, damals bereits mit Abstand die größte italienische Kraftfahrzeugfabrik, wollte in der kommenden Friedenszeit ein heimisches Produkt anbieten und der ausländischen Konkurrenz entgegentreten.

## Technische Daten
Der Fiat 702 hatte den Vierzylinder-Motor des Lkw Fiat 18BL mit 105 mm Bohrung und 180 mm Hub, woraus sich 6235 cm³ Hubraum errechnen. Die Leistung war allerdings auf 30 PS (22 kW) gedrosselt, damit hatte er aber dennoch etwa 10 PS (7 kW) mehr als der Fordson des stärksten Konkurrenten Ford. Das Getriebe hatte 3 Vorwärtsgänge und einen Rückwärtsgang und erlaubte eine Höchstgeschwindigkeit von 6,6 km/h. Das Fahrwerk bestand aus ungefederten Hinterrädern und einer geschobenen Deichselachse mit Querblattfeder vorn. Die Räder waren aus Stahl, die angetriebenen großen Hinterräder hatten – wie damals üblich – eiserne Klauen oder Rippen, um ein Durchdrehen auf weichem Untergrund zu verhindern (entsprechend profilierte Gummireifen kamen erst in den 1930er Jahren auf). Die Vorderräder waren etwas kleiner und unprofiliert. Der Motor konnte dank seiner niedrigen Verdichtung nicht nur mit Benzin, sondern auch mit allen möglichen anderen, auch minderwertigen Kraftstoffen wie Petroleum, Alkohol, Benzol, Leichtbenzin (Gasolin) oder Dieselöl angetrieben werden: In Italien gab es keine Erdölquellen, und alles Benzin musste für Devisen im Ausland gekauft werden.
Der ab Mitte 1920 gebaute Fiat 702 A hatte eine kleinere Riemenscheibe und wog 100 kg mehr. Bei dem ab 1922 gebauten Fiat 702 B stieg das Gewicht erneut um 300 kg. Es gab außerdem Varianten als Straßenschlepper mit Vollgummibereifung sowie als Schienenschlepper.
Der ab 1924 parallel zum Typ 702 gebaute Fiat 703 unterschied sich vom Tipo 702 durch eine höhere Leistung (35 PS) (26 kW) und Planetenvorgelegegetriebe in den Naben der Antriebsräder. Die Zugkraft stieg dadurch von 2 auf 3 Tonnen, das Gesamtgewicht auf 3270 kg, die Höchstgeschwindigkeit sank allerdings auf 5,4 km/h. Er wurde parallel zum Fiat 702 bis 1925 gebaut.
Von den Typen 702 (mit Untervarianten) und 703 wurden gebaut: 1919: 263 Stück, 1920: 992 Stück, 1921: 437 Stück, 1922: 35 Stück, 1923: 55 Stück, 1924: 140 Stück und 1925: 105 oder 175 Stück (je nach Quelle).
Ende 1925 stellte Fiat die Produktion von Traktoren zunächst ein und folgte damit einem allgemeinen Trend, da amerikanische Hersteller mit ihren billig in großen Serien produzierten Traktoren den Markt derart überschwemmten, dass eine heimische Traktorfertigung sich in Italien, aber zum Beispiel auch in Großbritannien oder Frankreich nicht lohnte.